# Lotus Etna
Pour les articles homonymes, voir Etna.
La Lotus Etna est un concept-car dessiné par Giorgetto Giugiaro, qui a également conçu la Lotus Esprit. Elle a été présentée pour la première fois au Salon international de l'automobile de Grande-Bretagne en 1984.Elle est propulsée par un V8 de 4,0 litres conçu par Lotus, dénommée Type 909. En 1978 Colin Chapman avait demandé à l'ingénieur Tony Rudd de construire un nouveau moteur V8 qui devrait avoir autant de points communs que possible avec le quatre cylindres incliné encore opérationnel dans la famille Lotus, tout en developpant au moins 320 ch et 300 Nm.
Pendant ce temps, d’autres ingénieurs Lotus travaillaient sur un nouveau système de suspension active pour les machines de Grand Prix de F1 de l’entreprise, qui finirait par se répercuter sur les voitures de route. Lotus envoya le châssis Esprit à Italdesign, avec le nouveau moteur et la nouvelle boîte de vitesses afin d'aider Giorgetto Giugiaro dans le packaging de sa création.
Lorsque l'Etna a été dévoilée à Birmingham, il a été promis qu'elle serait la première Lotus de route à recevoir cette suspension sophistiquée, ainsi que l'antipatinage, l'ABS et la suppression du bruit - et, bien sûr, le moteur Type 909 de 4,0 litres de Rudd qui a finalement produit 335 ch et 295 Nm. Seuls deux moteurs de type 909 ont été construits ; l'autre fut conservé par Lotus à des fins d'exposition.
Quelle a été la toile de fond du développement de l’Etna : la crise. À la suite de la mort de Chapman en 1982, Lotus était en pleine tourmente. Les ventes sont restées faibles à la suite de la guerre Iran-Irak de 1979 et de la hausse des prix du carburant qui a suivi, ce qui a affecté la demande pour toutes les voitures de luxe.
General Motors a acheté Lotus en 1986 et les projets Etna et son moteur Type 909 furent gelés et finalement abandonnés, alors que l'entreprise changea complètement de cap, travaillant à une voiture de sport bon marché qui finirait par émerger en 1989 sous le nom d'Elan à traction avant. L’esprit de l’Etna perdure dans le remix de l’Esprit de Peter Stevens de 1987, mais l’émergence d’un nouveau moteur Lotus V8 devra attendre 1996 – et cela n’a aucun rapport avec le Type 909.